# 衛藤元
衛藤 元（えとう はじめ、1973年4月21日 - ）は、京都府出身のサッカー指導者。

## 来歴
佐川印刷SC、滋賀FCなどで指導者を歴任。2012年、JFA 公認S級コーチを取得した。
2013年より、AC長野パルセイロのコーチに就任 し、2015年8月に美濃部直彦の後任として監督に就任し、シーズン終了まで指揮を執った。

## 指導歴
- 1996年 - 2003年 宇治FCジュニアユース コーチ
  - 1996年 - 2002年 京都府トレセンU-14 コーチ
  - 2002年 - 2003年 京都府国体選抜少年 コーチ
- 2003年 - 2004年 佐川印刷SC ヘッドコーチ
  - 2003年 - 2004年 京都府国体選抜成年 コーチ
- 2006年 - 2008年 滋賀FC 監督
- 2007年 - 2011年 京都市立伏見工業高等学校サッカー部 ヘッドコーチ
- 2011年 - 2012年 Vervento京都F.C. 監督
  - 2007年 - 2008年 滋賀県国体選抜成年 コーチ
  - 2008年 - 2012年 滋賀県指導者養成インストラクター
  - 2010年 - 2012年 滋賀県技術委員チーフインストラクター
- 2013年 - 2015年 AC長野パルセイロ コーチ
- 2015年8月 - 終了 AC長野パルセイロ 監督
- 2016年 -  同年7月 ザスパクサツ群馬 コーチ
- 2016年7月 -  ザスパクサツ群馬 ヘッドコーチ
- 2017年 - Vervento京都F.C.

## 監督成績
| 年度   | クラブ | 所属      | リーグ戦 | リーグ戦 | リーグ戦 | リーグ戦 | リーグ戦 | リーグ戦 | カップ戦   | カップ戦 |
| 年度   | クラブ | 所属      | 順位     | 勝点     | 試合     | 勝       | 分       | 敗       | ナビスコ杯 | 天皇杯   |
| ------ | ------ | --------- | -------- | -------- | -------- | -------- | -------- | -------- | ---------- | -------- |
| 2006   | 滋賀   | 滋賀県1部 | 優勝     | 36       | 12       | 12       | 0        | 0        | -          | -        |
| 2007   | 滋賀   | 滋賀県1部 | 2位      | 31       | 12       | 10       | 1        | 1        | -          | -        |
| 2008   | 滋賀   | 関西2部   | 優勝     | 37       | 14       | 12       | 1        | 1        | -          | -        |
| 2015   | 長野   | J3        | 3位      | 28       | 14       | 8        | 4        | 2        | -          | 2回戦    |
| 総通算 | 総通算 | 総通算    | -        | -        | 52       | 42       | 6        | 4        | -          | -        |

※2015年は在任期間での成績